# 임계숙
임계숙(任桂淑, 1964년 10월 3일~)은 대한민국의 전 필드하키 선수이다. A매치 101경기에서 127골(경기 당 1.23골) 기록.

## 약력
온양여상(현재 온양한올고등학교) 1학년 때 하키 시작. 청주사대. 1981~1992년 국가대표. 1986~1992년 KT 하키팀. 1986년 서울 아시안게임 금메달. 5경기에서 25골을 넣으면서 '초특급 땅벌' '환상의 스틱'이라는 찬사를 받음. 1987년 여자 챔피언스트로피대회 8골. 1988년 서울올림픽 은메달. 1989년 서독에서 열린 제2회 여자 챔피언스트로피대회 우승. 1990년 베이징 아시안게임 금메달. 1992년 바르셀로나 올림픽 국가대표를 끝으로 은퇴. 1994년부터 16년간 (주)KT 천안지사 성환지점 고객만족팀 과장으로 근무. 2010년말부터 KT 여자하키팀 감독.